# Raffaele Mormile

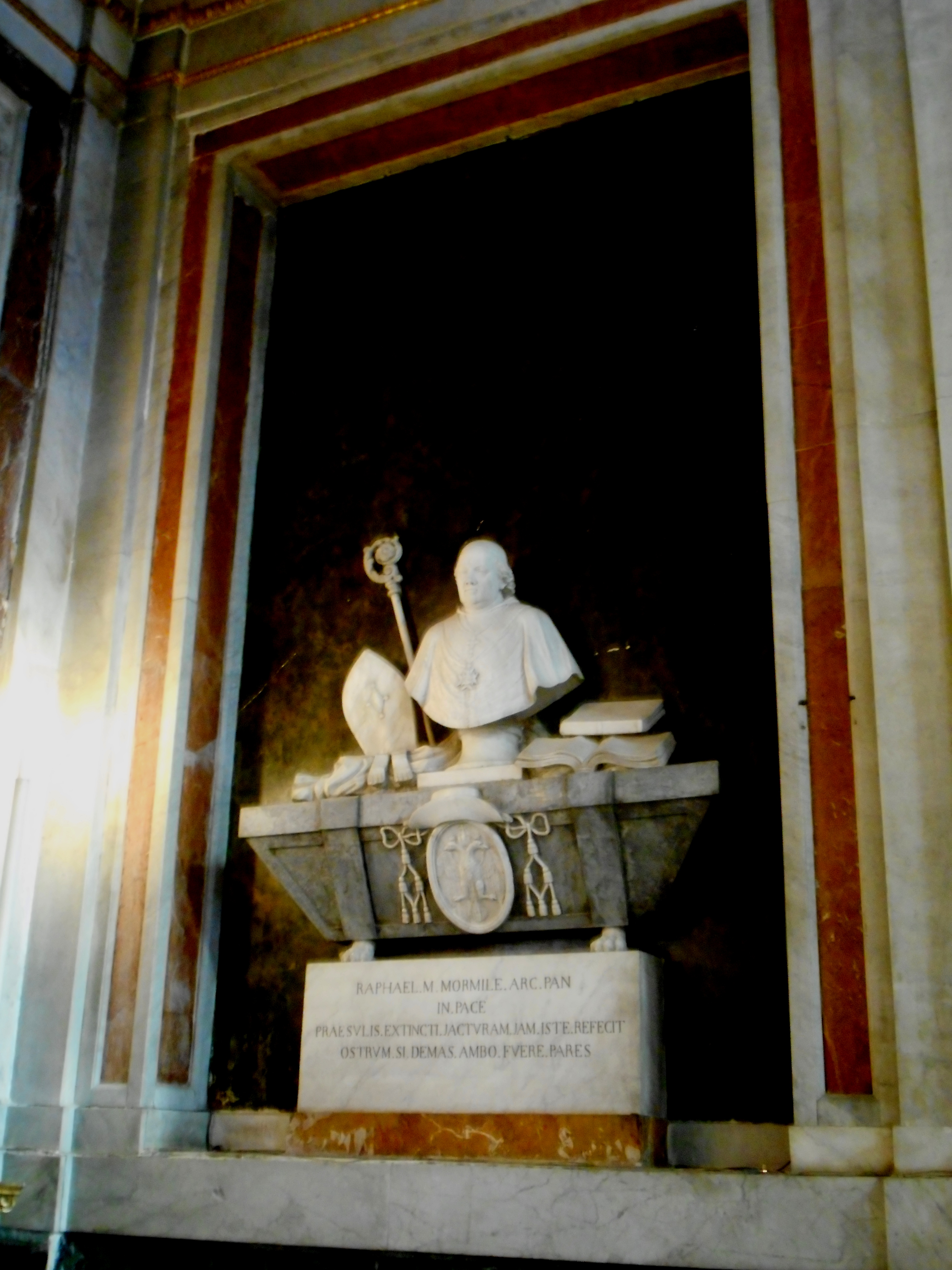
Tomba dell'Arcivescovo Raffaele Mormile, nella Cattedrale di Palermo

Raffaele Mormile (Napoli, 15 agosto 1744 – 13 dicembre 1813) è stato un arcivescovo cattolico italiano.

## Biografia
È nato il 15 agosto 1744 a Napoli, sede dell'omonima arcidiocesi.
Entrato a far parte dell'ordine dei chierici regolari teatini, il 19 settembre 1767 è stato ordinato presbitero.
Il 27 febbraio 1792 papa Pio VI lo ha nominato arcivescovo metropolita di Cosenza; ha ricevuto l'ordinazione episcopale il 4 marzo seguente dal cardinale Luigi Valenti Gonzaga, prefetto dell'economia della Congregazione di Propaganda Fide, coconsacranti l'arcivescovo e futuro cardinale Carlo Crivelli, prefetto dell'Archivio segreto vaticano, e Ottavio Boni, arcivescovo titolare di Nazianzo.
Undici anni dopo, il 28 marzo 1803 papa Pio VII lo ha trasferito all'arcidiocesi di Palermo.
È morto il 13 dicembre 1813 dopo dieci anni di governo pastorale dell'arcidiocesi.

## Genealogia episcopale
La genealogia episcopale è:
- Cardinale Scipione Rebiba
- Cardinale Giulio Antonio Santori
- Cardinale Girolamo Bernerio, O.P.
- Arcivescovo Galeazzo Sanvitale
- Cardinale Ludovico Ludovisi
- Cardinale Luigi Caetani
- Cardinale Ulderico Carpegna
- Cardinale Paluzzo Paluzzi Altieri degli Albertoni
- Papa Benedetto XIII
- Papa Benedetto XIV
- Papa Clemente XIII
- Cardinale Luigi Valenti Gonzaga
- Arcivescovo Raffaele Mormile, C.R.